# Peter Berglar
Peter Berglar (Kassel, 8 de fevereiro de 1919 - 10 de novembro de 1989) foi um historiador alemão, professor de História Moderna e Contemporânea na Universidade de Colônia, é conhecido por suas numerosas publicações, entre as quais conta como uma das melhores a biografia que escreveu de Tomás Moro. 

## Biografia
Peter Berglar nasceu em Kassel em 1919, cresceu em Darmstadt. Estudou Medicina em Berlim e recebeu a titulação em 1944. Praticou a medicina até 1966, na especialidade de medicina interna em Colônia na Alemanha. 
Estudou História, Filologia Germânica e História Hispânica e Latinoamericana na Universidade de Colônia. Terminou seus estudos de doutorado em 1969. Sua tese doutoral foi publicada  em 1970, foi nomeado professor de História Medieval e Moderna na mesma universidade. Berglar escreveu numerosas obras literárias, ensaios e artigos para revistas científicas, periódicos e rádio.

### Obras de Berglar
Tese doutoral
- Walther Rathenau: Seine Zeit, sein Werk, seine Persönlichkeit. Schuenemann, Bremen 1970, ISBN 3-7961-3010-0 (edición de 1982).

Livros e artigos
- Schiller oder der heroische Irrtum (Schiller or the Heroic Fallacy). Bonn 1959.
- Welt und Wirkung. Gedanken über Menschen, Christen, Deutsche. (World and Effect). Bibliotheca Christiana, Bonn 1961, ISBN B0000BGDZP
- Verhängnis und Verheißung. Papst Hadrian VI. - Der "Jesuitenstaat" in Paraguay. (Doom and Promise). Bibliotheca Christiana, Bonn 1963
- Die Gesellschaftliche Evolution der Menschheit (The Social Evolution of Humanity). Bibliotheca Christiana, Bonn 1965, ISBN B0000BGDZI
- Personen und Stationen. Deutschlands, Europas, der Welt zwischen 1789 und heute (Persons and Milestones: of Germany, of Europe, and of the World from 1789 to the present). Bibliotheca Christiana, Bonn 1966, ISBN B0000BQ1FM
- Fortschritt zum Ursprung. Die Geschichtsneurose des modernen Menschen. Otto Müller, Salzburg 1978, ISBN 3-7013-0571-4
- “Geschichte als Tradition. Geschichte als Fortschritt”, en Archiv für hessische Geschichte und Altertumskunde, 1989, vol 47, p. 401–402

Biografias
- Annette von Droste-Hülshoff. Reinbeck 1967, ISBN B0000BQ1FI
- Wilhelm von Humboldt. Rowohlt-Verlag, Reinbeck 1970, ISBN 3-499-50161-9
- Matthias Claudius. Rowohlt-Verlag, Reinbeck 1972; 2003 ISBN 3-499-50192-9
- Metternich -- Metternich. Kutscher Europas, Arzt der Revolutionen. Göttingen 1973, ISBN 3-7881-0079-6
- Konrad Adenauer -- Konrad Adenauer : Konkursverwalter oder Erneuerer der Nation? Göttingen 1975, ISBN 3-7881-0087-7
- Thomas More -- Die Stunde des Thomas Morus – Einer gegen die Macht. Freiburg 1978; Adamas-Verlag, Köln 1998, ISBN 3-925746-78-1 (t. al castellano: ‘‘La hora de Tomás Moro. Solo frente al poder’’. Palabra. Madrid).
- Maria Teresa I de Áustria -- Maria Theresia. Rowohlt-Verlag, Reinbeck 1980; 2004 ISBN 3-499-50286-0
- Walther Rathenau -- Walther Rathenau. Ein Leben zwischen Philosophie und Politik. Styria-Verlag, Graz 1987 ISBN 3-222-11667-9
- Josemaría Escrivá -- Opus Dei. Leben und Werk des Gründers, Josemaria Escrivá. Adamas-Verlag, Köln 2005, ISBN 3-925746-67-6 (‘‘Opus Dei: Vida y obra del fundador, Josemaría Escrivá’’, Eds. Rialp. Madrid).
- São Pedro -- Petrus. Adamas-Verlag, Köln 1999, ISBN 3-925746-79-X

### Sobre Berglar
- Antonio R. Rubio, El universo espiritual de un hombre de acción.